# Джослин Джеймс
Джослин Джеймс (настоящее имя — Вероника Сивик-Дэниелс (англ. Veronica Siwik-Daniels), род. 22 ноября 1977 года, Адирондак, Нью-Йорк, США) — американская порноактриса и эротическая фотомодель.

## Биография

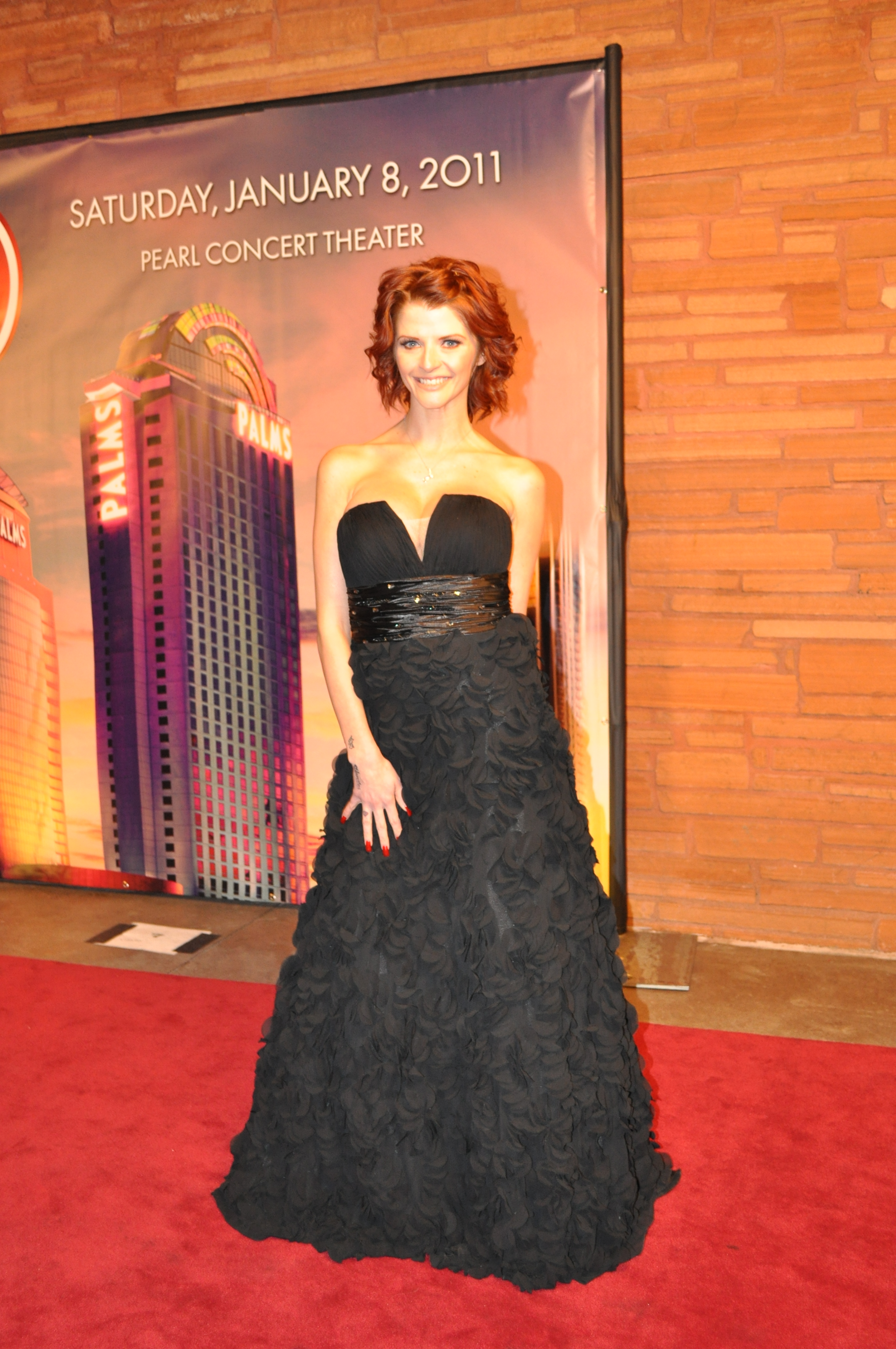
Джослин Джеймс на AVN Awards, 2011 год

Родилась в небольшом городке Адирондак в штате Нью-Йорк, в семье польского происхождения. После окончания колледжа пошла работать в модельный бизнес и несколько лет позировала для таких журналов, как Playboy, Hustler, VH1, Vanity Fair, Allure Magazine и других. Начиная с 2007 года перешла к съёмкам в фильмах для взрослых.
После того, как в декабре 2009 года разгорелся скандал вокруг длившихся на протяжении нескольких лет супружеских измен Тайгера Вудса, Джослин Джеймс сделала своё заявление в прессе о том, что она также была любовницей Тайгера и даже два раза была беременна от него(в 2007 году произошёл выкидыш, в 2009 году она сделала аборт)

. В качестве доказательств их связи была предоставлена СМС-переписка Тайгера и Джослин

.
В 2010 году Channel 4 создал документальный фильм «Тайгер Вудс: Взлет и падение» (англ. Tiger Woods: The Rise and Fall), рассказывающий в подробностях об этой истории.
Сейчас Джослин Джеймс проживает в долине Сан-Фернандо.
По данным на 2015 год, снялась в 105 порнофильмах.

## Избранная фильмография
- 3 Mistresses,[13]
- Anal Motherfucker,[14]
- Big Boob Chicks 6,[15]
- Busty Lesbians,[16]
- Cougar Prowl,[17]
- DP Me Please,[18]
- Fuck My Ass Mandingo,[19]
- Horny Housewife Hookers 2,[20]
- Lex Steele XXX 9,[21]
- M.I.A,[22]
- Nooners,[23]
- Stacked and Nasty Nurses[24],
- Tiger Tamer[25].

## Премии и номинации
| Год  | Церемония  | Результат | Номинация                                             | Работа           |
| ---- | ---------- | --------- | ----------------------------------------------------- | ---------------- |
| 2011 | AVN Awards | Номинация | Лучшая POV-сцена                                      | The 11th Hole    |
| 2013 | XBIZ Award | Номинация | Лучшая сцена секса в лесбийской фильме                | Against Her Will |
| 2015 | AVN Awards | Номинация | Приз зрительских симпатий: самая горячая MILF-актриса | н/д              |